# غويلرمو بورديسو
غويلرمو بورديسو (بالإسبانية: Guillermo Burdisso) (26 سبتمبر 1988 الأرجنتين - ) هو لاعب كرة قدم أرجنتيني، يلعب كمدافع.

## مسيرته الكروية
لعب غويلرمو بورديسو خلال مسيرته الاحترافية مع 8 أندية في أربعة عشر موسمًا وسجل خلالها 20 هدف ضمن 198 مباراة. حيث فاز في موسمين بالكأس وفي موسمين بالدوري.
خاض غويلرمو بورديسو مسيرته مع نادي روزاريو سنترال في موسم 2008–09 ولمدة موسمين، مشاركًا في 44 مباراة سجل خلالها 4 أهداف. ثم انتقل إلى نادي روما في موسم 2010–11 لمدة موسم واحد، حيث شارك في مباراتين ولم يسجل أي هدف. لينتقل بعدها إلى نادي أرسنال ساراندي في موسم 2011–12 لمدة موسم واحد، مشاركًا في 32 مباراة سجل خلالها 6 أهداف. ثم انتقل إلى نادي بوكا جونيورز في موسم 2012–13 في المرة الأولى ولمدة موسمين ثم في عامي 2014-2016 ولمدة موسمين، مشاركًا طوالها في 34 مباراة سجل خلالها 4 أهداف. هذا وانتقل لاحقًا إلى نادي غلطة سراي في موسم 2013–14 لمدة موسم واحد، مشاركًا في مباراة ولم يسجل أي هدف. ثم انتقل بعدها إلى نادي كلوب ليون في موسم 2015–16 واستمر معه طيلة ثلاثة مواسم، مشاركًا في 66 مباراة سجل خلالها 6 أهداف. ليعود وينتقل من جديد، لكن هذه المرة إلى نادي إنديبندينتي في موسم 2018–19 لمدة موسم واحد، مشاركًا في 18 مباراة ولم يسجل أي هدف. لينتقل بعدها إلى نادي لانوس في موسم 2019–20 لمدة موسم واحد، مشاركًا في مباراة ولم يسجل أي هدف أيضًا.

## وصلات خارجية
غويلرمو بورديسو على موقع الاتحاد الدولي (مؤرشف)  (الإنجليزية)
- غويلرمو بورديسو على موقع الاتحاد الأوربي (الإنجليزية)
- غويلرمو بورديسو على موقع اتحاد تركيا (لاعب) (الإنجليزية)
- غويلرمو بورديسو على موقع قاعدة بيانات كرة القدم.إي يو (الإنجليزية)
- غويلرمو بورديسو على موقع ليكيب (الفرنسية)
- غويلرمو بورديسو على موقع ناشيونال فوتبول تيمز (الإنجليزية)
- غويلرمو بورديسو على موقع Soccerway.com (الإنجليزية)
- غويلرمو بورديسو على موقع عالم كرة القدم.نت (الإنجليزية)
- غويلرمو بورديسو على موقع AS.com (الإسبانية)